# Horssjöns skjutfält
Horssjöns skjutfält är ett militärt skjutfält som ligger två mil norr om Molkom, Karlstads kommun, Värmlands län.

## Historik
Bakgrunden till att skjutfältet anordnades var att Värmlands regementes skjutfält, Örnäs skjutfält, ansågs inte var tillräckligt för att utbilda en infanteribrigad. År 1975 inleddes en planering om anskaffning av ett nytt skjutfältet. I september 1976 föreslog chefen för armén att ett nytt övnings- och skjutfält skulle anordnas i ett område cirka 15 km norr om Molkom och cirka 50 km norr om Karlstad. År 1979 köptes 3000 ha mark från Billerudkoncernen, år 1980 köptes 150 ha mark från Stiftsnämnden samt 640 ha från privata markägare och 1981 ytterligare 36 ha från Stora skog. Åren 1981–1993 uppfördes Ringsvägen, rälsmålsbana, handgranatsbana, samt lägerområdet med förläggningsplatser, expeditionsbyggnad, sanitetshus. Den 25 april 1985 invigdes skjutfältet och kom att användas parallellt med Örnäs skjutfält fram till 1989, då Örnäs skjutfält stängdes.
Åren 1989–1993 uppfördes befälsförläggningen i tre etapper, där matsalsdelen uppfördes i den sista etappen. Därmed var skjutfältet med dess lägerplats utbyggd i så pass stor omfattning för att klara grundutbildning samt repetitionsutbildning till Värmlands regemente och Värmlandsbrigaden. Fram till sommaren 2000 förvaltades skjutfältet av Värmlands regemente. Åren 2000–2005 av Artilleriregementet, åren 2006–2024 av Skaraborgs regemente. Från den 1 januari 2025 överfördes förvaltningen av skjutfältet till Bergslagens artilleriregemente.

## Verksamhet
Skjutfältet användes fram till 2000 av Värmlands regemente för infanteristrid. Bergslagens artilleriregemente (senare Artilleriregementet) övade även sitt närskydd på fältet fram till 2005, då Artilleriregementet flyttade till Boden. Skjutfältet nyttjas sedan 2006 främst av Örebro-Värmlandsgruppen men även förband från Karlsborgs garnison och Skövde garnison, Försvarsmaktens telekommunikations- och informationssystemförband i Örebro och Flygbasjägarskolan i Ronneby nyttjar fältet i sin övningsverksamhet. Polisen, Bilkåren och Frivilliga automobilkårernas riksförbund är även användare av skjutfältet för olika kurs- och utbildningsverksamheter.

### Horssjöns läger
Vid infarten till skjutfältets västra del ligger Horssjöns läger. Lägret, som ligger cirka 2 km utanför skjutfältet, omfattar en skjutfältsexpedition, en verkstads- och drivmedelsanläggning, befälsförläggning med cirka 20 rum, ett sanitets- och skolhus, samt färdigställda tältplatser för en övningsbataljon, två större motorområden på cirka 15 000 kvadratmeter, samt ett parkeringsområde för civila och militära fordon. Lägret motsvarar dock inte samma typ som till exempel lägret vid Villingsbergs skjutfält eller Kosta skjutfält, då det bland annat saknar en militärrestaurang med köksdel samt förläggningsbyggnader.

## Galleri

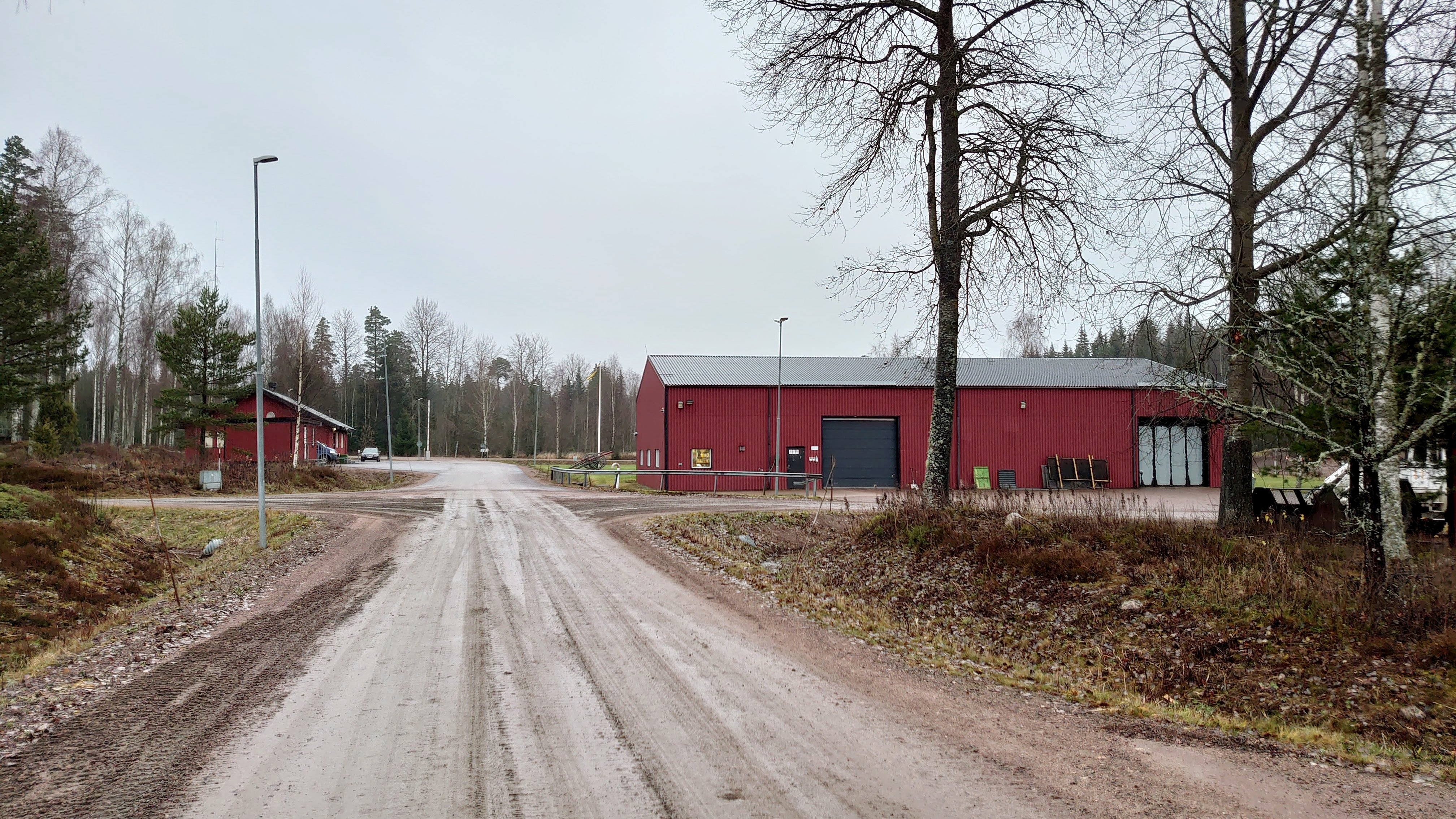
Infartsvägen till lägret vid Horssjöns skjutfält
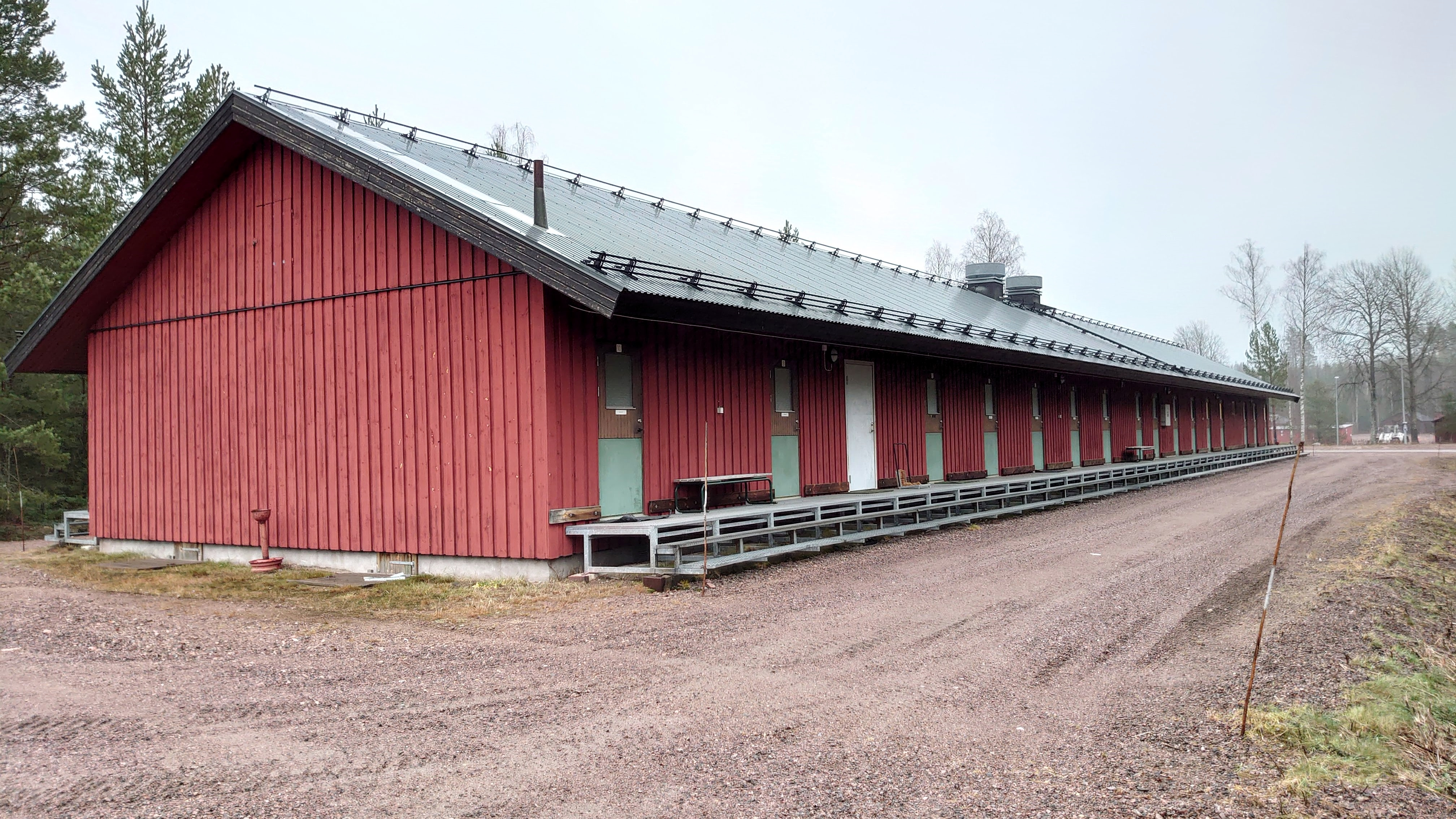
Sanitetsanläggning och skolhus vid Horssjöns skjutfält
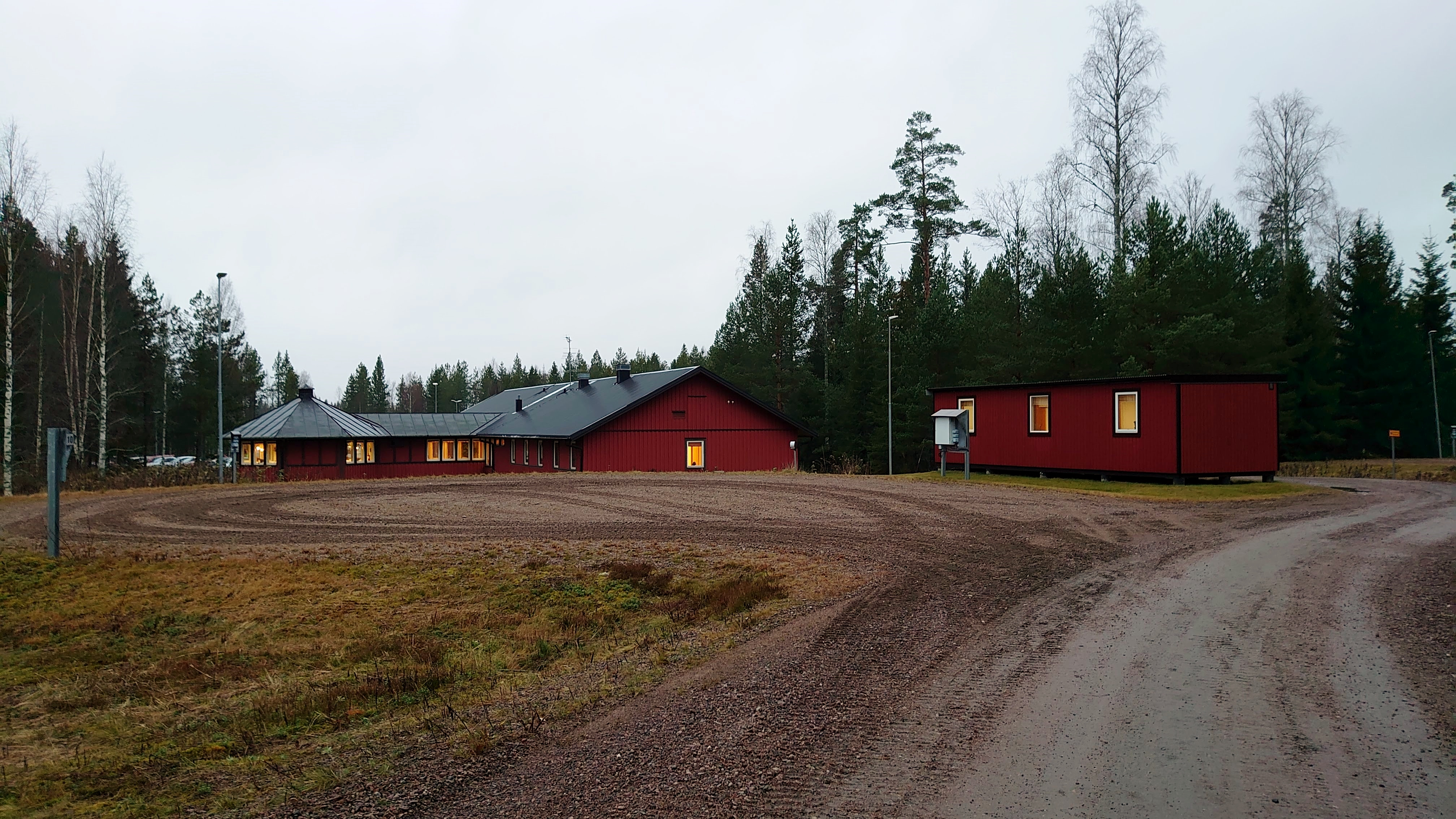
Befälshotellet vid Horssjöns skjutfält
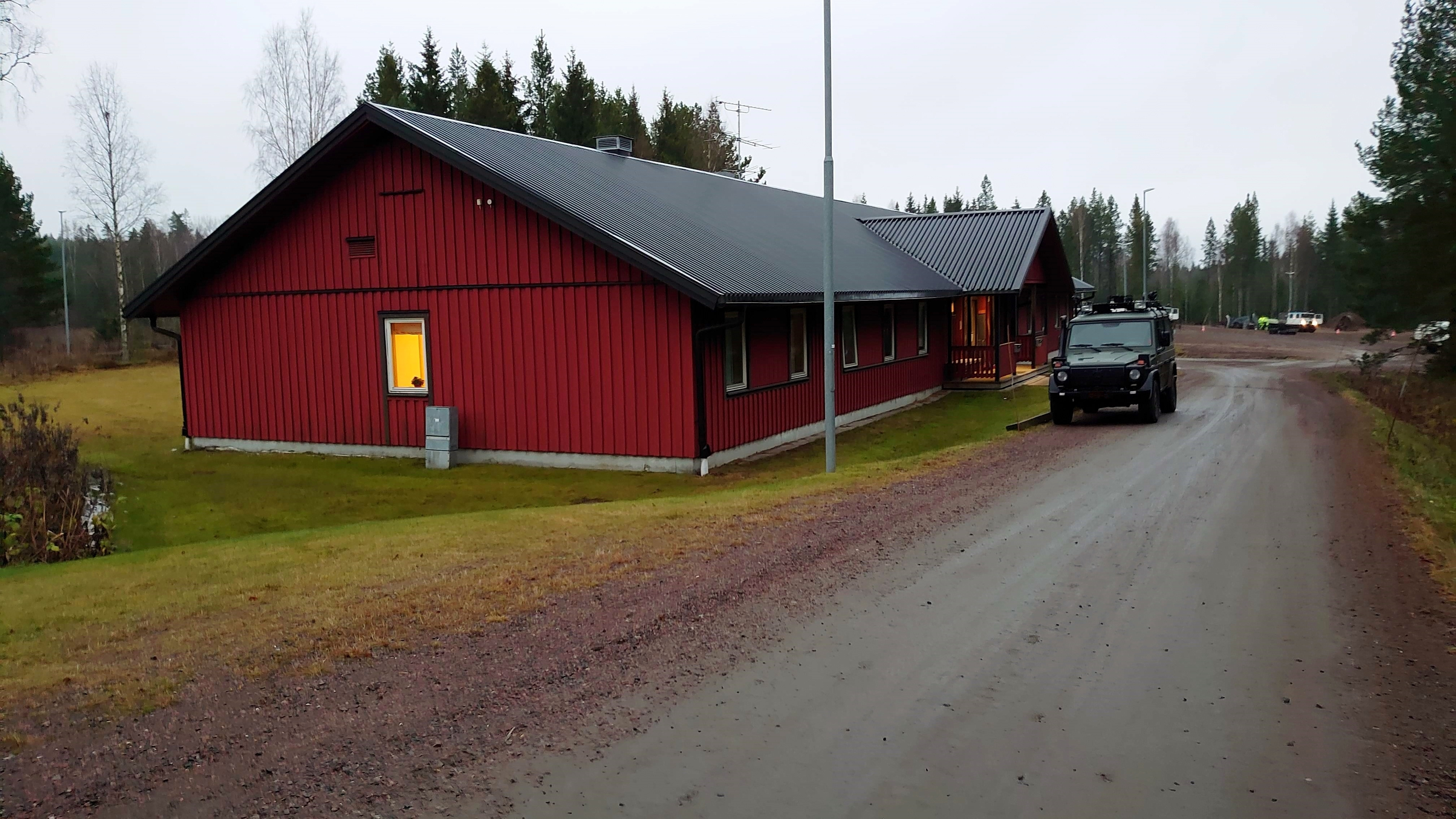
Befälshotellet vid Horssjöns skjutfält